# The Bends
The Bends es el segundo álbum de estudio de la banda inglesa de rock Radiohead, publicado el 13 de marzo de 1995 por Parlophone. Fue producido por John Leckie, con producción extra de Radiohead, Nigel Godrich y Jim Warren. The Bends combina canciones de guitarra y baladas, con arreglos más comedidos y letras más crípticas que el álbum debut de Radiohead, Pablo Honey (1993).
El trabajo comenzó en los RAK Studios de Londres en febrero de 1994. La presión de Parlophone para igualar las ventas de «Creep», el sencillo debut de Radiohead, hizo que el trabajo fuera lento. Tras una gira internacional en mayo y junio, Radiohead reanudó el trabajo en Abbey Road (Londres) y en Manor (Oxfordshire). The Bends fue la primera colaboración de Radiohead con Godrich y el portadista Stanley Donwood, que han trabajado en todos los álbumes de Radiohead desde entonces.
Se publicaron varios singles, acompañados de vídeos musicales: «My Iron Lung», la doble cara A «High and Dry / Planet Telex», «Fake Plastic Trees», «Just» y la primera entrada de Radiohead en el Top 5 de la lista de sencillos del Reino Unido, «Street Spirit (Fade Out)». «The Bends» también se publicó como sencillo en Irlanda. Se publicó un vídeo en directo, Live at the Astoria, en VHS. Radiohead realizó una extensa gira en apoyo de The Bends, incluyendo giras por Estados Unidos como teloneros de R.E.M. y Alanis Morissette.
The Bends alcanzó el número cuatro en la UK Albums Chart, pero no logró consolidar el éxito de «Creep» fuera del Reino Unido, llegando al número 88 en el Billboard 200 estadounidense. Recibió más elogios que Pablo Honey, incluida una nominación al mejor álbum británico en los Premios Brit de 1996, y convirtió a Radiohead en una de las bandas británicas más reconocidas. A menudo se menciona como uno de los mejores álbumes de todos los tiempos, en listas como All Time Top 1000 Albums de Colin Larkin y en las tres ediciones de las listas de los 500 mejores álbumes de todos los tiempos de Rolling Stone. The Bends influyó en una generación de artistas posteriores al pop británico, como Coldplay, Muse y Travis. Es disco de platino en Estados Unidos y cuádruple platino en el Reino Unido.

## Antecedentes
Radiohead publicó su álbum debut, Pablo Honey, en 1993. Cuando comenzaron su primera gira por Estados Unidos a principios de ese año, su sencillo debut, «Creep», se había convertido en un éxito. La banda se sintió presionada por el éxito y las crecientes expectativas. Tras las giras, el cantante, Thom Yorke, enfermó y Radiohead canceló una actuación en el Festival de Reading. Dijo a NME: «Físicamente estoy completamente jodido y mentalmente ya he tenido suficiente».
Según algunos informes, la compañía discográfica de Radiohead, EMI, les dio seis meses para «arreglarse» o ser despedidos. El jefe de A&R de EMI, Keith Wozencroft, lo negó: «La música rock experimental se escuchaba y tenía potencial comercial. La gente expresa diferentes paranoias, pero para la discográfica [Radiohead] se estaban desarrollando brillantemente a partir de Pablo Honey».
Cuando Radiohead terminó de grabar Pablo Honey, Yorke le puso al coproductor Paul Q. Kolderie una maqueta de nuevo material con el título provisional de The Benz. Kolderie se sorprendió al descubrir que las canciones eran «todas mejores que cualquier cosa de Pablo Honey». El guitarrista Ed O'Brien dijo más tarde: «Después de todas las giras de Pablo Honey... las canciones que Thom estaba escribiendo eran mucho mejores. Durante un período de un año y medio, de repente, bang». Kolderie atribuyó a las giras de Radiohead de Pablo Honey el mérito de «convertirlos en una banda unida».
Para producir su siguiente álbum, Radiohead eligió a John Leckie, que había producido discos de artistas que ellos admiraban, como Magazine. El baterista, Philip Selway, dijo que Radiohead se sintieron tranquilos por lo relajado y abierto de mente que se mostró Leckie en su primera reunión. Según O'Brien, el éxito de «Creep» significó que Radiohead no tenía deudas con EMI y, por tanto, disponía de más libertad para su siguiente álbum. EMI pidió a Radiohead que lanzara una continuación de «Creep» para el mercado estadounidense; sin embargo, según Leckie, Radiohead había renegado de «Creep» y no pensaban «en hacer sencillos de éxito».
La grabación se pospuso para que Leckie pudiera trabajar en el álbum Carnival of Light, de otra banda de Oxford, Ride. Radiohead aprovechó el tiempo extra para ensayar en un granero abandonado de una granja frutícola de Oxfordshire en enero de 1994. Yorke dijo: «Teníamos todas estas canciones y nos gustaban mucho, pero las conocíamos casi demasiado bien... así que tuvimos que aprender a que nos gustaran de nuevo antes de poder grabarlas, lo cual es extraño».

## Portada
The Bends fue el primer álbum de Radiohead con ilustraciones de Stanley Donwood, quien ha creado todas las ilustraciones de Radiohead desde entonces. Yorke y Donwood alquilaron una cámara de casete y filmaron objetos como señales de tráfico, empaques y farolas. Inspirándose en la canción "My Iron Lung", ingresaron a un hospital para filmar un pulmón de hierro, pero según Donwood, encontraron que los pulmones de hierro "no son muy interesantes de ver". En su lugar, utilizaron imágenes de un maniquí de RCP, que Donwood describió que "una expresión facial como la de un androide que descubre por primera vez las sensaciones de éxtasis y agonía, simultáneamente". Para crear la imagen de portada, la pareja mostró el metraje en un televisor y fotografió la pantalla.

## Lista de canciones
Todas las canciones escritas y compuestas por Colin Greenwood, Ed O'Brien, Jonny Greenwood, Phil Selway y Thom Yorke. 
| N.º   | Título                        | Duración |  |
| 1.    | «Planet Telex»                | 4:19     |  |
| 2.    | «The Bends»                   | 4:06     |  |
| 3.    | «High & Dry»                  | 4:17     |  |
| 4.    | «Fake Plastic Trees»          | 4:50     |  |
| 5.    | «Bones»                       | 3:09     |  |
| 6.    | «(Nice Dream)»                | 3:53     |  |
| 7.    | «Just»                        | 3:54     |  |
| 8.    | «My Iron Lung»                | 4:36     |  |
| 9.    | «Bullet Proof...I Wish I Was» | 3:28     |  |
| 10.   | «Black Star»                  | 4:07     |  |
| 11.   | «Sulk»                        | 3:42     |  |
| 12.   | «Street Spirit (Fade Out)»    | 4:12     |  |
| 48:37 |                               |          |  |

### CD 2 (Edición de colección)
| N.º | Título                                                     | Duración |  |
| 1.  | «The Trickster»                                            | 4:40     |  |
| 2.  | «Punchdrunk Lovesick Singalong»                            | 4:38     |  |
| 3.  | «Lozenge of Love»                                          | 2:14     |  |
| 4.  | «Lewis (Mistreated)»                                       | 3:17     |  |
| 5.  | «Permanent Daylight»                                       | 2:47     |  |
| 6.  | «You Never Wash Up After Yourself»                         | 1:42     |  |
| 7.  | «Maquiladora»                                              | 3:25     |  |
| 8.  | «Killer Cars»                                              | 3:02     |  |
| 9.  | «India Rubber»                                             | 3:24     |  |
| 10. | «How Can You Be Sure?»                                     | 4:20     |  |
| 11. | «Fake Plastic Trees» (Acústica)                            | 4:41     |  |
| 12. | «Bullet Proof...I Wish I Was» (Acústica)                   | 3:34     |  |
| 13. | «Street Spirit (Fade Out)» (Acústica)                      | 4:26     |  |
| 14. | «Talk Show Host»                                           | 4:39     |  |
| 15. | «Bishop's Robes»                                           | 3:23     |  |
| 16. | «Banana Co.»                                               | 2:20     |  |
| 17. | «Molasses»                                                 | 2:25     |  |
| 18. | «Just» (BBC Radio 1 session, 14/09/94)                     | 3:44     |  |
| 19. | «Maquiladora» (BBC Radio 1 session, 14/09/94)              | 3:28     |  |
| 20. | «Street Spirit (Fade Out)» (BBC Radio 1 session, 14/09/94) | 4:19     |  |
| 21. | «Bones» (BBC Radio 1 session, 14/09/94)                    | 3:01     |  |

## Personal
| - Thom Yorke – voz, guitarra, piano, arreglos de cuerda - Jonny Greenwood – guitarra, órgano, sintetizador, piano, grabadora, arreglos de cuerda - Colin Greenwood – bajo - Ed O'Brien – guitarra, voz - Phil Selway – batería - Caroline LaVelle – violonchelo - John Matthias – violín, viola - Nigel Godrich – producción, ingeniero de sonido | - Chris Blair – masterización - Chris Brown – ingeniería - Stanley Donwood – ilustraciones - Paul Q. Kolderie – mezclas - John Leckie – producción, ingeniería, mezclas - Guy Massey – ingeniería (asistente) - Sean Slade – mezclas - Jim Warren – producción, ingeniería |